# Дхамойрхат
Дхамойрхат (бенг. ধামইরহাট, англ. Dhamoirhat) — город на северо-западе Бангладеш, административный центр одноимённого подокруга. Площадь города равна 4,60 км². По данным переписи 2001 года, в городе проживало 5135 человек, из которых мужчины составляли 53,5 %, женщины — соответственно 46,5 %. Плотность населения равнялась 1116 чел. на 1 км². Уровень грамотности населения составлял 42,5 % (при среднем по Бангладеш показателе 43,1 %).